# فرودگاه منطقه‌ای مرسد
فرودگاه منطقه‌ای مرسد (به انگلیسی: Merced Regional Airport) (به زبان بومی: MacReady Field) یک فرودگاه همگانی بهره‌برداری هوایی با کد یاتا MCE است که یک باند فرود آسفالت دارد و طول باند آن ۱۸۰۳ متر است. این فرودگاه در شهر مرسد، کالیفرنیا کشور ایالات متحده آمریکا قرار دارد و در ارتفاع ۴۷ متری از سطح دریا واقع شده‌است.

## شرکت‌های هواپیمایی و مقصدهای پروازی

### مسافری
| شرکت‌های هواپیمایی | مقصدهای پروازی  |
| ----------------- | --------------- |
| بوتیک ایر         | لس‌آنجلس، اوکلند |

بوتیک ایر announced that it would begin flights to لس‌آنجلس and اوکلند on ۵ اکتبر ۲۰۱۵.
An order served by the وزارت ترابری ایالات متحده آمریکا on ۲۰ مه ۲۰۱۶ determined that Merced Regional Airport had failed to meet certain eligibility criteria during Fiscal Year 2015 and, thus, no longer eligible for the Essential Air Service (EAS) program. A tentative waver from the EAS requirements for Fiscal Year 2015 was granted on ۲۹ اوت ۲۰۱۶. Effective ۱ نوامبر ۲۰۱۶, the Essential Air Service program grants Boutique Air an annual contract subsidy rate of $2,991,546 for service between Merced and LAX/OAK for a two year period ending on ۳۱ ژوئیه ۲۰۱۷. Carriers are compensated only for completed flights and for certain cancellations due to weather, reviewed on a case-by-case basis.
The airport was formerly served by Air Pacific، انووی ایر، Golden Gate Airlines، یونایتد ایرلاینز، یونایتد اکسپرس، US Airways Express, Inland Empire Airlines and گریت لیکز ایرلاینز. United Airlines had Boeing 737-200s direct to Los Angeles and San Francisco, the airport's only scheduled passenger jets.